# 아이소피톨
아이소피톨(영어: isophytol)은 향료와 비타민 E 및 비타민 K1의 중간생성물로 사용되는 테르페노이드 알코올이다.

## 생성
아이소피톨은 2종의 홍조류와 15종 이상의 식물에서 발견되었다. 이들 생물종에서 발견된 아이소피톨의 농도는 낮았다.

## 합성
아이소피톨은 슈도이오논과 프로파길 알코올로부터 6단계로 합성될 수 있다. 전합성은 아세틸렌과 아세톤의 조합으로 시작하여 3-메틸-1-뷰틴-3-올을 생성한다. 팔라듐 촉매 작용에 의한 수소화는 3-메틸-1-뷰텐-3-올을 생성한다. 다이케텐 또는 아세트산 에스터와의 반응은 아세토아세트산을 생성하며, 열 반응은 2-메틸-2-헵텐-6-온으로 이어진다. 아세틸렌을 첨가한 다음 아이소프로페닐 메틸 에터를 첨가하고 생성물을 수소화하는 단계는 두 번 수행되며(이것은 슈도이오논의 중간생성물을 포함함), 그런 다음 아세틸렌을 첨가하여 디하이드로아이소피톨을 생성한다. 수소화로 아이소피톨을 생성한다.

## 용도
2002년의 산업 생산량은 35,000~40,000톤으로 추정되며, 전합성으로 생산하였으며, 약 99.9%가 비타민 E와 비타민 K1의 합성에 사용되었다. 연간 소비재에 사용되는 40톤 미만 중 95% 이상이 향료이다. 1년에 2톤 미만의 양이 향료에 사용된다.
향수에서의 농도는 최대 0.2% v/v이다.

## 독성학
경구 LD50 값은 포유류에서 5,000 mg/kg 이상이다.

## 같이 보기
- 피톨
- 피탄트라이올

## 참고 문헌
- OECD (2003년 2월 21일). Isophytol SIDS Initial Assessment Report for SIAM 16 (PDF) (보고서). UNEP. 2012년 3월 28일에 원본 문서 (PDF)에서 보존된 문서. 2020년 1월 27일에 확인함.